# Carpo (satèl·lit)
Carpo, també conegut com a Júpiter XLVI (designació provisional S/2003 J 20), és un satèl·lit natural de Júpiter. Va ser descobert el 2003 per un equip d'astrònoms de la Universitat de Hawaii liderat per Scott S. Sheppard.
Carpo té uns 3 quilòmetres de diàmetre i orbita Júpiter en una distància mitjana de 18.145 Mm en 458,625 dies, amb una inclinació de 56° respecte a l'eclíptica (55° respecte a l'equador de Júpiter), amb una excentricitat orbital de 0,4316. Totes les llunes de Júpiter més llunyanes que Carpo són retrògrades.
Carpo va ser anomenat el març del 2005 en honor de Carpo, una de les Hores, filla de Zeus (Júpiter).
Igual que Temisto, aquesta lluna sembla membre d'una única classe, la qual cosa la fa bastant interessant. La inclinació orbital de satèl·lits com aquest està limitada per l'efecte Kozai, descobert per Yoshihide Kozai el 1962. Aquest efecte indueix un intercanvi periòdic entre la inclinació i l'excentricitat orbital; si la inclinació és prou gran, l'excentricitat pot créixer de tal manera que el periàpside del satèl·lit seria en els encontorns de les llunes galileanes (Ió, Europa, Ganímedes i Cal·listo). El satèl·lit acabaria per xocar amb algun d'aquests satèl·lits o, sinó, un encontre amb ells el projectaria fora del sistema jovià. El període de precessió del periàpside (Pw) és de 6,8 milions d'anys.